# Misson (Nottinghamshire)
Misson – wieś w Anglii, w hrabstwie Nottinghamshire, w dystrykcie Bassetlaw. Leży 57 km na północ od miasta Nottingham i 223 km na północ od Londynu. Miejscowość liczy 698 mieszkańców.